# Camelford
Camelford (in lingua cornica: Reskammel) è una cittadina di circa 2.900 abitanti dell'Inghilterra sud-occidentale, facente parte della contea della Cornovaglia e del distretto della Cornovaglia settentrionale e situata (come suggerisce il nome) lungo il corso del fiume Camel.

## Geografia fisica

### Collocazione
Camelford è situata a nord-ovest della brughiera di Bodmin (Bodmin Moor)  e si trova tra le località di Wadebridge e Launceston (rispettivamente a nord/nord-est della prima e ad est/sud-est della seconda) ), a circa 9 km a sud-est della località costiera di Tintagel e a circa 14 km a nord-est dalla località costiera di Port Isaac.

## Storia
Nel corso del Medioevo, Camelford, si trovava lungo un'importante via commerciale. Divenne un importante centro commerciale nel 1259, quando, con un decreto reale di Richard, signore di Cornovaglia, fu garantito alla cittadina lo status di borough.
Nel 1552, fu concesso a Camelford da re Edoardo VI d'Inghilterra di inviare due rappresentanti cittadini in parlamento. Camelford conservò questo diritto fino al 1832, quando furono aboliti i rotten borough.

## Leggende
Secondo la leggenda, Camelford sarebbe la Camelot di Re Artù.

## Monumenti

### Municipio
Il principale edificio storico di Camelford è il municipio, fatto costruire nel 1806 dal duca di Bedford.

## Sport
- La squadra di calcio locale è il Camelford Football Club[5]
- La squadra di rugby locale il Camelford RFC[6]